# Nicole Behar
Nicole Behar (Spokane, Washington; 15 de noviembre de 1997) es una piloto de carreras de autos stock estadounidense. Debutó en la competencia NASCAR KN Pro Series West en 2014, conduciendo el N.º 33 para el equipo de carreras de su familia.

## Carreras

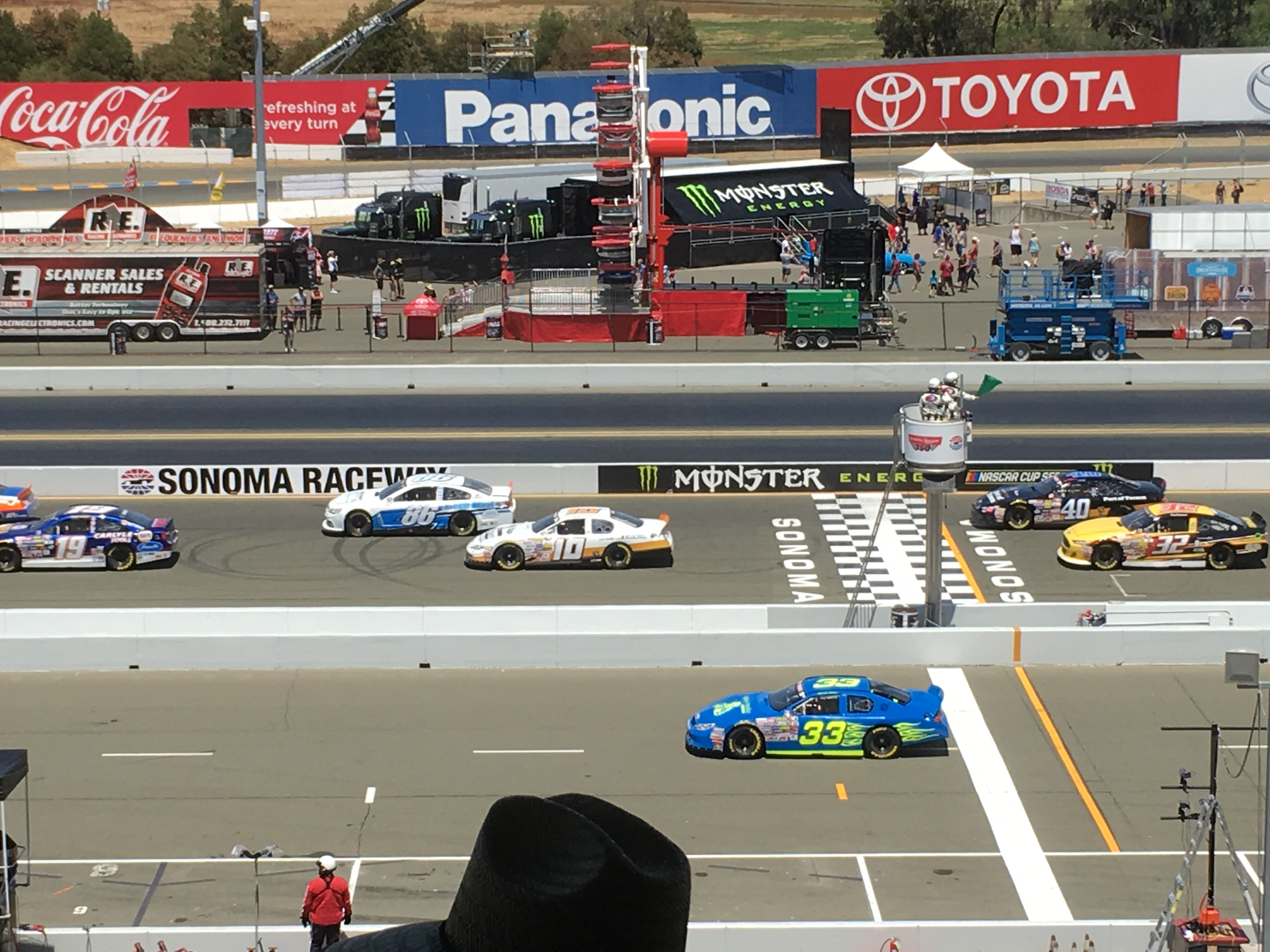
Behar (No. 33) entra en boxes durante la Carneros 200 2017 en Sonoma Raceway.

Behar, una corredora de quinta generación, comenzó a competir en karts después de su sexto cumpleaños, y a los catorce pasó a los coches con carrocería completa.
Behar entró en la K&N Pro Series West con el equipo de su familia a finales de la temporada 2014 y terminó sexta (de 17 coches) en su primera carrera. La temporada siguiente, llamó mucho la atención tras su segundo puesto en la King Taco Catering/NAPA Auto Parts 150, lo que le valió una invitación al programa NASCAR Next para jóvenes promesas. Behar terminó el año con nueve top-10 en trece carreras, lo que le valió el 10º puesto en la clasificación final por puntos. Para la temporada 2016, firmó un acuerdo de desarrollo con David Gilliland Racing, que contaba con más recursos, para correr en el CARS Super Late Model Tour, pero se separó del equipo en circunstancias poco claras después de intentarlo y comenzar solo una de las tres primeras carreras.
Sin desanimarse, Behar comenzó y terminó tercera en su debut en la ARCA Racing Series en junio en el Madison International Speedway, conduciendo un Toyota para Venturini Motorsports. Posteriormente, Behar regresó a la K&N Pro Series West para disputar cuatro carreras, en las que terminó cuatro veces entre los diez primeros, para un total de quince carreras, un récord entre las mujeres pilotos de la K&N Pro Series West. En el Meridian Speedway de Idaho, terminó tercera por detrás de Julia Landauer, la primera vez que dos mujeres terminaban entre las cinco primeras en la misma carrera de la NASCAR Touring Series desde 1988.

## Vida personal
Behar hizo una pausa en sus aspiraciones universitarias y se mudó a Mooresville, Carolina del Norte, en enero de 2016 para estar más cerca del centro meurálgico de las carreras de  stock cars.

## Resultados

### NASCAR
- Negrita – Posición obtenida por tiempo de calificación.
- Cursiva – Posición obtenida por clasificación de puntos o tiempo de práctica. * – Más vueltas lideradas. )

#### K&N Pro Series West
| 2014 | Carreras Nicole Behar | 33 | Caza   | PH           | irw         | S99         | OIA         | KCR          | HIJO          | SLS </br> 6  | SNC           | OIA          | KCR          | EVG </br> 17 | MMP          |             |              | 25 | 101 |
| 2014 | Carreras Nicole Behar | 33 | Toyota |              |             |             |             |              |               |              |               |              |              |              |              | SAA </br> 8 | PH           | 25 | 101 |
| 2015 | Carreras Nicole Behar | 33 | Vado   | KCR </br> 21 | irw </br> 2 | TU </br> 5  |             |              |               |              |               |              |              |              |              |             |              | 10 | 424 |
| 2015 | Carreras Nicole Behar | 33 | Toyota |              |             |             | OIA </br> 9 | SHA </br> 10 | HIJO </br> 23 | SLS </br> 7  | OIA </br> 7   | EVG </br> 9  | SNC </br> 9  | MER </br> 17 | SAA </br> 7  | PH </br> 22 |              | 10 | 424 |
| 2016 | Carreras Nicole Behar | 33 | Toyota | irw          | KCR         | TU          | OSS         | SNC          | HIJO          | SLS          | OIA           | EVG </br> 9  | DCS </br> 10 | MMP          | MMP          | MER </br> 3 | SAA </br> 5  | 20 | 149 |
| 2017 | Carreras Nicole Behar | 33 | Toyota | TU </br> 10  | KCR </br> 7 | irw </br> 4 | irw </br> 8 | OPP </br> 6  | OSS </br> 17  | SNC </br> 17 | HIJO </br> 25 | OIA </br> 27 | EVG </br> 3  | DCS </br> 12 | MER </br> 20 | SAA </br> 6 | KCR </br> 10 | 8  | 444 |

### Serie de carreras ARCA
| 2016 | Automovilismo Venturini | 55 | Toyota | DÍA | NSH | SLM | TAL | TOL | Nueva Jersey | punto de contacto | MCH | ENOJADO </br> 3 | GANAR | OIA | PIR | punto de contacto | BLN | FIS | DSF | SLM | CHI | CONOCIDO | CAN | 88 | 215 | [ 7 ] |